# NOGAT-pijpleiding
De NOGAT-pijpleiding (Engels: Northern Offshore Gas Transport) is een pijpleiding die diverse gasvelden in het noordelijk deel van het Nederlands Continentaal Plat in de Noordzee verbindt met de gasbehandelingsinstallatie in Den Helder. De pijplijn is vanaf 1992 in bedrijf. Neptune Energy is de beheerder.

## Geschiedenis
In 1987 werd een groot gasveld ten noorden van Den Helder ontdekt. Om het gas aan land te krijgen werd het NOGAT-pijpleidingsysteem gebouwd. Dit kreeg een lengte van 264 kilometer. Productieplatformen van diverse olie- en gasbedrijven werden hieraan verbonden. In 1992 was het systeem klaar en werd het in gebruik genomen.

## Ligging

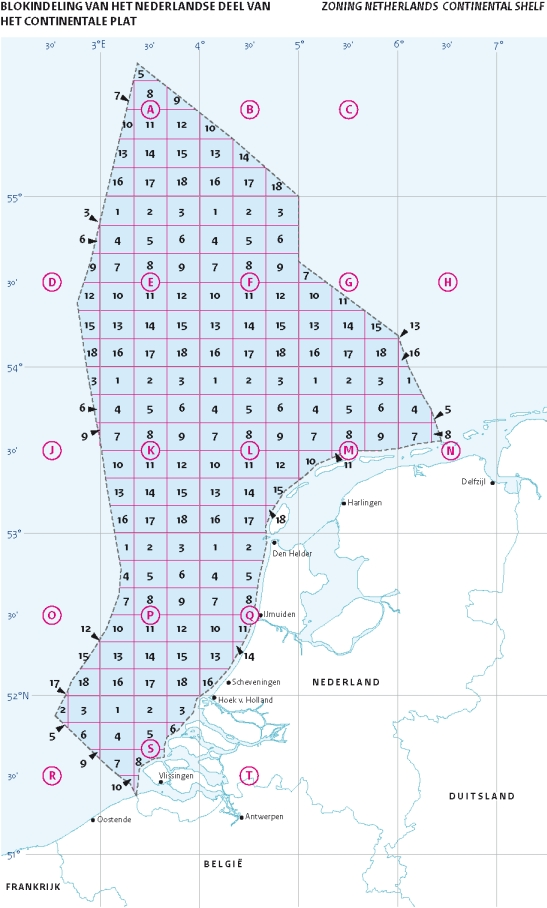
blokindeling van de NEEZ op de Noordzee

Het pijpleidingsysteem loopt vanaf productieplatform F3-FB in blok F3 via een 24 inch pijpleiding naar platform L2-FA in blok L2. Vandaar wordt het aardgas verder getransporteerd via een pijpleiding met een diameter van 36 inch naar het gasbehandelingsstation in Den Helder, waar het gas op specificatie wordt gebracht. De leidingen hebben een totale lengte van 264 kilometer en kunnen per dag 32 miljoen m3 transporteren. Per jaar wordt zo’n 6 miljard m3 gas door het systeem vervoerd. Dit is ongeveer gelijk aan een derde van het op het Nederlands continentaal plat geproduceerde offshore aardgas.

### Internationale connecties
Het pijpleidingsysteem op het Deens continentaal plat is via de 100 kilometer lange Tyra West-F3-pijpleiding aangesloten op de NOGAT-pijpleiding. Deze verbindt het Deens continentaal plat met Nederland en vergemakkelijkt zo de export van Deens gas naar Noordwest-Europa. De verbinding tussen beide pijpleidingen kwam in 2004 tot stand.
Het pijpleidingsysteem op het Duits continentaal plat is ook verbonden met het NOGAT-pijpleidingsysteem en wel door de A6-F3-aansluiting. Deze 20 inch-pijpleiding heeft een totale lengte van 118 kilometer en begint in het uiterste noordwestelijke punt van het Duits continentaal plat.

## Eigendom
Oorspronkelijk was de pijplijn mede-eigendom van de Nederlandse Aardolie Maatschappij (NAM). In 2008 verkocht de NAM diverse bezittingen, inclusief de NOGAT-pijpleiding, in het Nederlandse deel van de Noordzee aan het Franse energiebedrijf ENGIE. Na de overname van het belang van ENGIE wordt NOGAT vanaf februari 2019 beheerd door Neptune Energy.
De NOGAT-pijplijn is in handen van NOGAT BV. De aandeelhouders in NOGAT BV zijn: Energie Beheer Nederland met 45% van de aandelen, 48,3% is in de handen van Neptune Energy, 5% zit bij Total S.A. en ten slotte 1,8% bij Venture Production. Venture Production kocht het belang in 2009 voor een bedrag van 9 miljoen euro van Lundin Petroleum. In oktober 2013 nam PGGM een belang van 33,2% in NOGAT over van ENGIE.